# Nam Tae-hee
Nam Tae-hee (Busan, 3 de julho de 1991) é um futebolista sul-coreano que atua pelo meio-campo. Atualmente, joga pelo Yokohama F. Marinos.

## Carreira
Nas Olimpíadas de Verão de 2012, obteve a medalha de bronze na modalidade futebol. Ele representou a Seleção Sul-Coreana de Futebol na Copa da Ásia de 2015.